# 在チェコ日本国大使館
在チェコ日本国大使館（チェコ語: Velvyslanectví Japonska v Česku、英語: Embassy of Japan in Czechia）は、チェコの首都プラハにある日本の大使館。
プラハに日本の大使館が置かれたのは第二次世界大戦が終結してからで、20世紀前半には大使館ではなく公使館や総領事館が置かれていた。
2020年3月20日、現地採用のチェコ人職員1名が新型コロナウイルスに感染し、翌21日に日本国外務省が公表した。外務省本省や日本の在外公館で感染者が確認されたのは初めて。

## 沿革
- 大正年間、在チェコスロバキア日本帝国公使館（在チェッコスロバキア日本帝国公使館[3]、在チェッコスロヴァキア日本帝国公使館）が開設される
- 1921年11月18日、初代特命全権公使の長岡春一が着任する[4]
- 1939年3月14日～15日、チェコスロバキア東部のスロバキア地域が独立してスロバキア共和国を形成する一方で、ミュンヘン協定を反故にしたナチス・ドイツがチェコを占領してベーメン・メーレン保護領を形成[5]
- 1939年4月30日、プラハの帝国公使館が閉鎖される[4][6]
- 1939年5月1日、在プラハ日本帝国総領事館（在プラーグ日本帝国総領事館、チェコ語: Generální konzulát Japonska v Praze、英語: Consulate-General of Japan in Prague）が開設される[6]
- 1941年2月28日、当時プラハ総領事代理を務めていた杉原千畝が、前年のソ連邦によるバルト三国併合後に新設が定められたばかりの在ケーニヒスベルク日本帝国総領事館勤務を命じられてプラハを発つ[7][8]
- 1941年12月8日、ロンドンのチェコスロバキア亡命政府が大日本帝国に宣戦布告[9]
- 1942年11月4日、在ケーニヒスベルク総領事館の新設とほぼ入れ替わりで閉鎖された在プラハ総領事館の建物がドイツ政府に譲渡される[7]
- 1945年5月7日、ナチス・ドイツが降伏を宣言して第二次世界大戦の枢軸国陣営から離脱（西部戦線の終戦は翌8日）[10]
- 1945年5月11日、赤軍が主力となってナチス・ドイツの残党を蹴散らしてプラハを占領[11]
- 1945年8月15日、第二次世界大戦の敗戦により大日本帝国が崩壊[12]
- 1952年4月28日、サンフランシスコ平和条約の発効により日本国が独立したが[13]、チェコスロバキアは同条約の締結国ではない[9]
- 1957年3月6日、日本がチェコスロバキアとの国交を回復させるより先に在チェコスロバキア日本国大使館（在チェッコスロヴァキア日本国大使館[14]）の開設が定められる[15]
- 1957年10月9日、国交回復に先立ってプラハの日本国大使館が開設される[4]
- 1959年2月13日、日本国とチェッコスロヴァキア共和国との間の国交回復に関する議定書（日・チ復交議定書）が署名される[9]
- 1959年5月8日、ロンドンで復交議定書の批准書交換が行われ、日本とチェコスロバキアの国交が回復する[9]
- 1989年12月～1990年4月、チェコスロバキアが国名を改称するに当たって、国名をハイフンなしの Československo とするかハイフンありの Česko-Slovensko とするかを巡ってプラハの議会で大論争が繰り広げられる（ハイフン戦争）
- 1991年3月30日、日本の衆議院がハイフンありの表記を支持する法改正を可決して[16]、翌4月1日、プラハの大使館が在チェコ・スロバキア日本国大使館（在チェッコ・スロヴァキア日本国大使館[17]）に改称される[4]
- 1993年1月1日、チェコ・スロバキアが解体されて新たにチェコ共和国とスロバキア共和国が独立したが、日本は独立と同時に両共和国を承認[18][19]
- 1993年3月30日、日本の衆議院がチェコ・スロバキア解体などに伴う法改正を可決して[20]、翌4月1日、プラハの大使館が在チェコ日本国大使館（在チェッコ日本国大使館[21]）に改称される[4]

## 住所

### 所在地
Maltézské náměstí 6, 118 01, Praha 1

### 私書箱
P.O. Box 91, 118 01 Prague 1